# Mehama
Mehama – jednostka osadnicza w Stanach Zjednoczonych, w stanie Oregon, w hrabstwie Marion.